# Boulevard des Frères-Voisin
Le boulevard des Frères-Voisin est une voie d'Issy-les-Moulineaux et du 15e arrondissement de Paris, en France.

## Situation et accès
Le boulevard des Frères-Voisin est une voie publique situé dans le 15e arrondissement de Paris sur une partie, tandis que son côté pair et une partie du côté impair sont situés sur le territoire d'Issy-les-Moulineaux. Il débute à Issy-les-Moulineaux, place du Président-Robert-Schuman, anciennement carrefour de l’Abreuvoir, dans l'axe de la rue Rouget-de-Lisle. Progressant vers l'est, il forme le point de départ de la rue Marceau et de la rue Horace-Vernet. Il se termine rond-point Victor-Hugo, dans l'axe du boulevard Gambetta.
Le quartier de Paris que traverse le boulevard des Frères-Voisin est connu pour sa sociologie singulière. Il est l'un des rares quartiers de la capitale à être situé à l'extérieur du boulevard périphérique. Le revenu médian des ménages du bureau de vote no 76 du 15e arrondissement est inférieur de près de moitié à celui du reste de l'arrondissement. Lors du second tour de l'élection municipale de 2014, il a été l'un des deux seuls de l'arrondissement à placer la liste socialiste en tête.

## Origine du nom

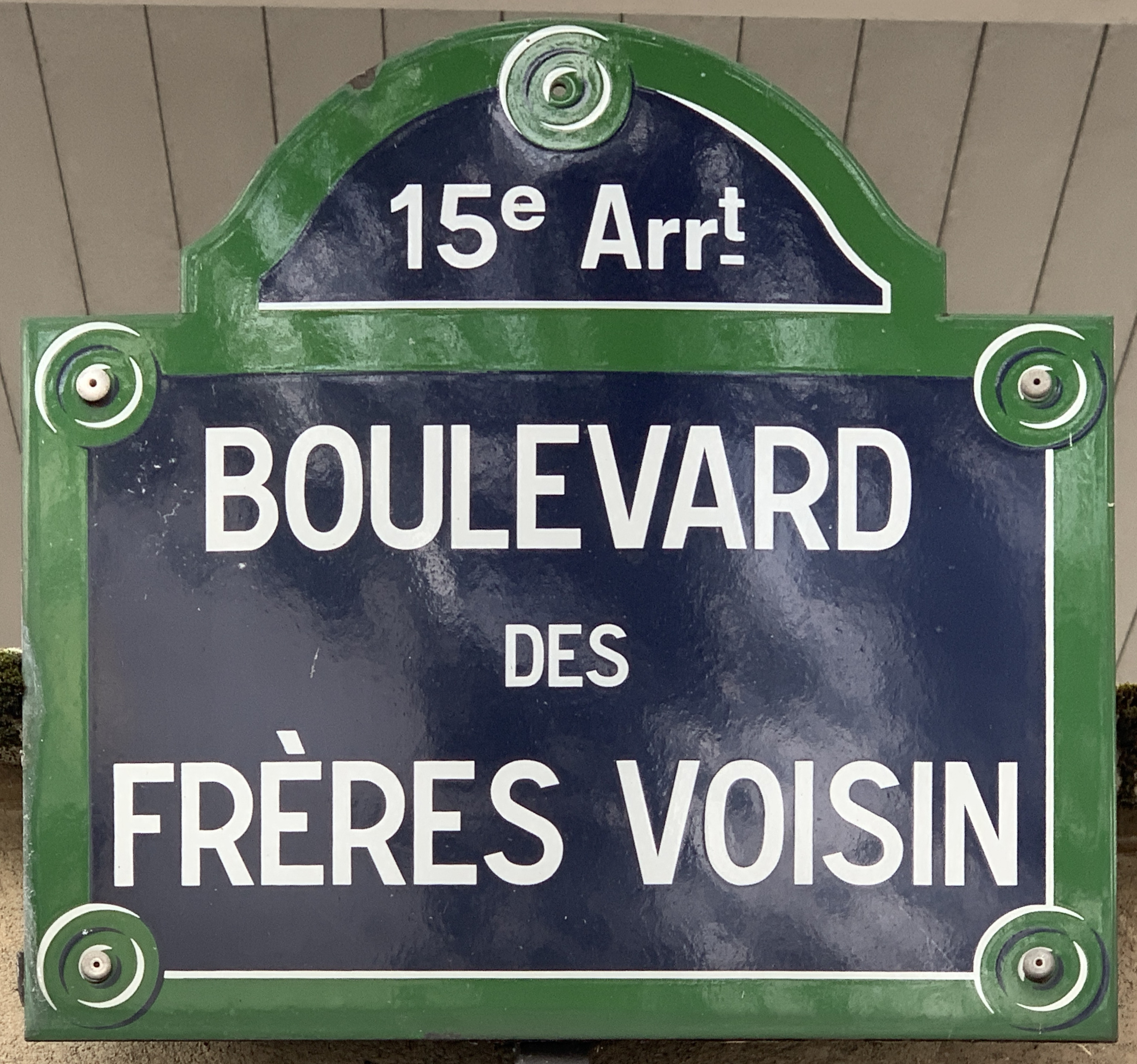
Plaque du boulevard.

Elle porte le nom des frères, Gabriel (1880-1973) et Charles Voisin (1882-1912), ingénieurs et industriels français, qui furent les premiers constructeurs d'avions en France à une échelle industrielle, et qui s'installèrent à Issy-les-Moulineaux en 1910.

## Historique
Ce boulevard est une partie du chemin départemental no 50 établi en limite du territoire de Paris et d'Issy-les-Moulineaux sur l'emplacement de l'ancien champ de manœuvre d'Issy annexé à Paris par décret du 3 avril 1925.
En 2019, une convention de coopération est signée entre les villes de Paris, Issy-les-Moulineaux et Vanves pour mieux gérer cet espace parisien désenclavé que traverse le boulevard.

## Bâtiments remarquables et lieux de mémoire
- Le stand de tir de Balard était situé sur le champ de manœuvre.
- Au no 3 se trouve l'école polyvalente publique Frères-Voisin.
- Parc omnisports Suzanne-Lenglen.
- Palais des sports Robert-Charpentier, construit en 2005[5].
- La filiale France du groupe Marie-Claire, Marie-Claire France, est domiciliée au no 10[6].
- Au no 13 vécut le peintre Jiří Hejna.